# 貝托爾德一世 (哲林根)
貝托爾德一世（德語：Berthold I. von Zähringen，？—1078年11月6日）是中世紀士瓦本公國的一位貴族，哲林根家族的始祖。1061年至1077年他是克恩頓公爵。他有三個兒子：赫爾曼一世、貝托爾德二世以及格布哈德三世。

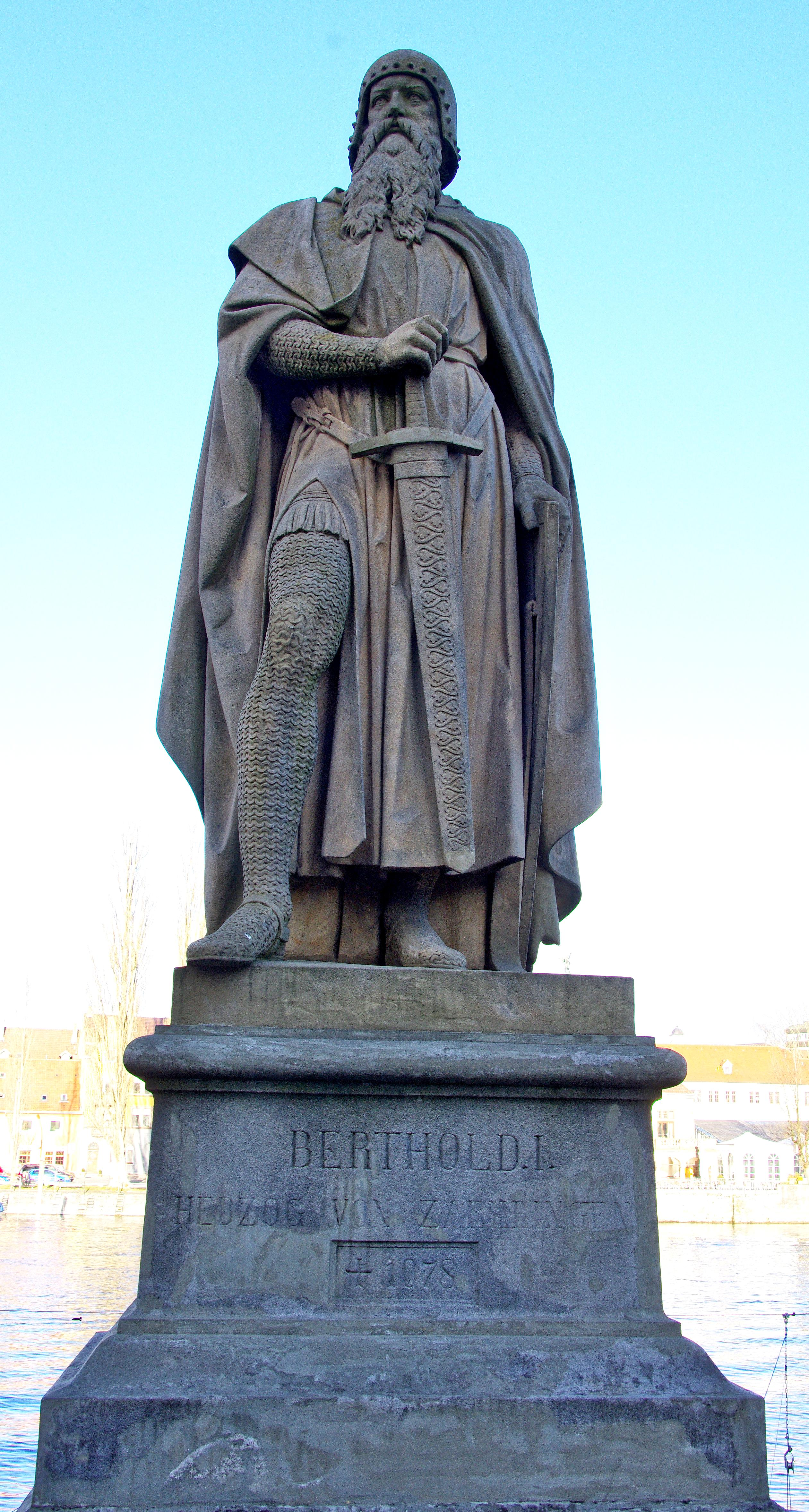
貝托爾德一世